# 鳥取市立松保小学校
鳥取市立松保小学校（とっとりしりつ まつほしょうがっこう）は、鳥取県鳥取市布勢にあった公立小学校。1967年、鳥取市立豊実小学校と統合し、鳥取市立世紀小学校となった。

## 沿革
布勢尋常小学校設立前
- 明治4年（1871年） - 布施極楽寺内に布施小学校を設立。
- 1873年（明治6年）6月3日 - 鳥取県高草郡南北の保公立第十九番中学区第七大区小五区二十六番 布勢小学校を布勢村の布施極楽寺内に設立。学区は布勢村・甲山村・桂見村（倉見・三谷）。
- 1874年（明治7年）8月10日 - 鳥取県高草郡松高荘公立第十九番中学区第七大区小五区二十八番 高住小学校を高住村の旧庵内に設立。学区は高住村・良田村・三山口村。
- 1877年（明治10年）6月以降 - 布勢小学校里仁分校を設置（設置年月日不明）。

布勢尋常小学校
- 1883年（明治16年）4月1日 - 布勢小学校と高住小学校を統合し、高草郡第四番学区公立布勢尋常小学校を設立。旧高住小学校を分校とし、高住・里仁の2分校を置く。
- 1884年（明治17年）7月 - 里仁分校廃止。
- 1884年（明治17年）12月 - 高住分校廃止。
- 1885年（明治18年）4月 - 校舎を布勢村字河徳に新築。
- 1889年（明治22年）10月1日 - 町村制施行により松保村発足、所在地が松保村大字布勢となる。

松保尋常小学校
- 1892年（明治25年）8月6日 - 布勢尋常小学校を松保尋常小学校と改称。
- 1901年（明治34年）6月 - 三山口分校（設置年月日不明）廃止。通学距離遠隔のため三山口地区の児童の教育事務を吉岡村の吉岡小学校に委託。
- 1907年（明治40年）10月1日 - 校舎を布勢字真崎西分（廃校までの所在地）に新築、この日を創立記念日と定める。

松保尋常高等小学校
- 1925年（大正14年）4月1日 - 高草農業学校の廃校に伴い、高等科を設置し松保尋常高等小学校と改称。
- 1928年（昭和3年） - 旧高草農業学校の校舎を移し、東校舎として増築。
- 1933年（昭和8年） - 三山口地区の吉岡村教育事務委託を解消（後に三山口は再び吉岡小学校区となる[2]）。

松保国民学校
- 1941年（昭和16年）4月1日 - 国民学校令により松保国民学校と改称。
- 1943年（昭和18年）9月10日 - 鳥取地震発生。豊実村の豊実国民学校が倒壊したため、以後当校で二部授業を行う（午前を松保校、午後を豊実校）。
- 1943年（昭和18年）12月15日 - 豊実国民学校の仮校舎竣工により二部授業を解消。

松保村立松保小学校
- 1947年（昭和22年）4月1日 - 学制改革により松保村立松保小学校と改称。
- 1950年（昭和25年）1月18日 - 新校舎落成（廃校まで存在）。
- 1950年（昭和25年）4月 - 全村民の奉仕により、校庭を吉岡街道（現在の県道181号）まで拡張。
- 1953年（昭和28年）2月 - 校歌制定。

鳥取市立松保小学校
- 1953年（昭和28年）7月1日 - 松保村が鳥取市に編入され、鳥取市立松保小学校となる。
- 1955年（昭和30年）5月1日 - 学校給食開始。
- 1956年（昭和31年）3月5日 - 学校図書館法による図書館を設置（図書室は以前から設置されていた）。
- 1956年（昭和31年）3月11日 - 全国保健体育優秀校として文部省の指定を受ける。
- 1958年（昭和33年）11月13日 - 上下水道を敷設。
- 1966年（昭和41年）6月 - 鳥取市教育長より豊実・松保両小学校の統合が勧告される。
- 1967年（昭和42年）3月30日 - 松保小学校廃校式。
- 1967年（昭和42年）3月31日 - 廃校。

世紀小学校松保校舎
- 1967年（昭和42年）4月1日 - 世紀小学校松保校舎となる。
- 1968年（昭和43年）4月 - 世紀小学校新校舎完成により、松保校舎廃止。

（参考文献：、、）

## 併設校
- 松保農業補習学校
日露戦争後、産業を振興して国力の充実を迫られ、1905年（明治38年）10月1日の県訓令で実業補習学校の設置が義務付けられたことにより、1906年（明治39年）に松保尋常小学校に併設。尋常小学校卒業者で上級学校に進まないものを対象とした。松保村青年訓練所の設置後は実質女子だけを対象にした教育が行われた。1935年（昭和10年）6月まで存続[3]。
- 松保村青年訓練所
1916年（大正15年）4月1日に松保村立として松保小学校に併設。第一次世界大戦後、軍事訓練の必要性が強調されるようになり、中等学校以上の学校には正課として軍事訓練をする一方、中等学校に入らない少年には青年訓練所で軍事訓練を行った。後に松保村青年学校として発展解散するまで存続[3]。
- 松保村青年学校
1935年（昭和10年）に公布された青年学校令に基づき、同年7月1日に松保農業補習学校と松保青年訓練所を統合し松保村立として青年学校を設置。満4歳から19歳まで、上級学校に入学しないで実業に従事していた男女青年を対象にしていた。1944年（昭和19年）9月に大正村・湖山村・千代水村・松保村の大正村外三ヶ村学校組合立尚徳青年学校（大正村大字古海）として発展的解消[3][6]。

## 関連する学校
- 高草高等小学校
1900年（明治33年）4月1日、気高郡東部（旧高草郡）のうち千代水村を除く17ヶ村の組合立高等小学校として松保村大字里仁（甲山神社付近）に開校。しかし進学者が増加すると高等小学校の分担金が多く、むしろ尋常小学校に高等科を付設した方が得策と考えられるようになり、次第に学校組合を離脱する村が多くなった[3][4][5]。
- 高草裁縫学校
1903年（明治36年）4月1日、女子のために裁縫を教える裁縫学校設立の機運が高まったことによりに高草高等小学校に併設[3]。
- 気高郡村組合立高草農業学校
1908年（明治41年）4月1日、高草高等小学校と高草裁縫学校を統合。学校組合を離脱する村が多くなったことにより松保村・湖山村・豊実村・明治村の4ヶ村組合立として設置された。1923年（大正12年）3月31日に郡制廃止により廃校となったが、実質の廃校は最後の生徒が卒業した1927年（昭和2年）3月であった[3][5]。

## 通学区域
- 良田、高住、布勢、桂見、足山、里仁、岩吉[2]

## 進学先中学校
- 鳥取市立湖東中学校

## 出身者
- 北脇永治  - 明治22年度卒。鳥取県に二十世紀梨を初めて導入。大正15年から昭和12年までに6年間学務委員、その後松保村長に就任[3]。

## 廃校後
学校跡地はその後鳥取ダイヤモンド電機の敷地となった。